# Panamá

Metropolitní oblast Panamy

Panamá (při založení v 1. polovině 16. století španělský oficiální název byl Nuestra Señora de la Asunción de Panamá) je hlavní město Panamy. Leží u pobřeží Panamského zálivu, východně od ústí Panamského průplavu do Pacifiku. Panama je politickým, kulturním, administrativním i ekonomickým centrem země. V městě sídlí i významné státní univerzity. Ve metropolitní oblasti města se nachází mezinárodní letiště Tocumen (v roce 2023 jím prošlo na 17 milionů cestujících), dostupné i panamským metrem, které bylo zprovozněno v roce 2014.

## Historie města

### Staré město
Město bylo založeno 15. srpna 1519, zakladatelem byl Pedro Arias Dávila, který se zde usadil spolu s zhruba stem španělských osadníků a dal tak vzniknout prvnímu trvale obývanému španělskému městu na pobřeží Pacifiku. Zanedlouho po svém založení začalo město sloužit jako výchozí bod pro španělské objevitelské výpravy podél pacifického pobřeží jihoamerického kontinentu. Odtud vyplul i Francisco Pizarro, který dobyl říši Inků (od roku 1532). Posléze město sloužilo jako překladiště pro stříbro, zlato a jiné zboží z místokrálovství Nová Granada, které bylo nutné přepravit přes Panamskou šíji na karibské pobřeží (nejvýznamnější suchozemské trasy vycházejí z města byly Camino real a Camino de Cruces) a dále do Evropy. Město bylo v letech 1539, 1563 a 1644 částečně zničeno požáry. V roce 1610 zde žilo přibližně 5 000 lidí, stálo zde několik kaplí, konventů, nemocnice a katedrála; město patřilo k nejvýznamnějším městům španělských kolonií. Od začátku 17. století se město stalo častým terčem útoků pirátů a kaperů. Na začátku 70. let 17. století mělo město cca 15 000 obyvatel. 28. února 1671 podnikl britský pirát Henry Morgan mohutný útok na město. Tento útok skončil rozsáhlým požárem, který totálně zničil celé město. Ruiny tohoto „původního Panamá“ jsou dnes archeologickou lokalitou „Panamá Viejo“.

### Nové město
Španělé vystavěli v roce 1673 „novou Panamu“ cca 2,5 km jihozápadně od původního města. Dnes tato historická zástavba nese název „Casco Viejo“ (česky Stará čtvrť) a je jednou z městských čtvrtí moderního města.
Velký rozvoj města nastal během kalifornské zlaté horečky, kdy přes Panamskou šíji cestovalo mnoho lidí (zhruba 600 000 lidí mezi roky 1848 a 1869). Dalším významným impulzem pro rozvoj města byla stavba Panamského průplavu. Američané podnikli konkrétní kroky pro zlepšení podmínek pro život v okolí budoucího průplavu (např. výstavba vodovodů a kanalizace, vymýcení žluté zimnice a malárie). Ciudad de Panamá je sídlem mnoha nadnárodních bank, které přinášejí do země zahraniční kapitál. Moderní architektura je v Ciudad de Panamá zastoupena např. množstvím mrakodrapů nebo Puente de las Américas.

## Geografie a podnebí
Ciudad de Panamá leží na břehu Tichého oceánu, nadmořská výška města se pohybuje od 0 m n. m. do 199 m n. m., mediánní nadmořská výška je 30 metrů nad hladinou moře. Z okolních svahů do města stéká 8 řek, které se zde vlévají do moře. Průměrný roční srážkový úhrn je 2 000 mm/rok, vlhkost vzduchu 75%, teploty se pohybují mezi 20 °C a 34 °C.

## Významní rodáci
- Jordana Brewsterová (*1980), americká herečka brazilského původu z filmové série Rychle a zběsile

## Fotogalerie

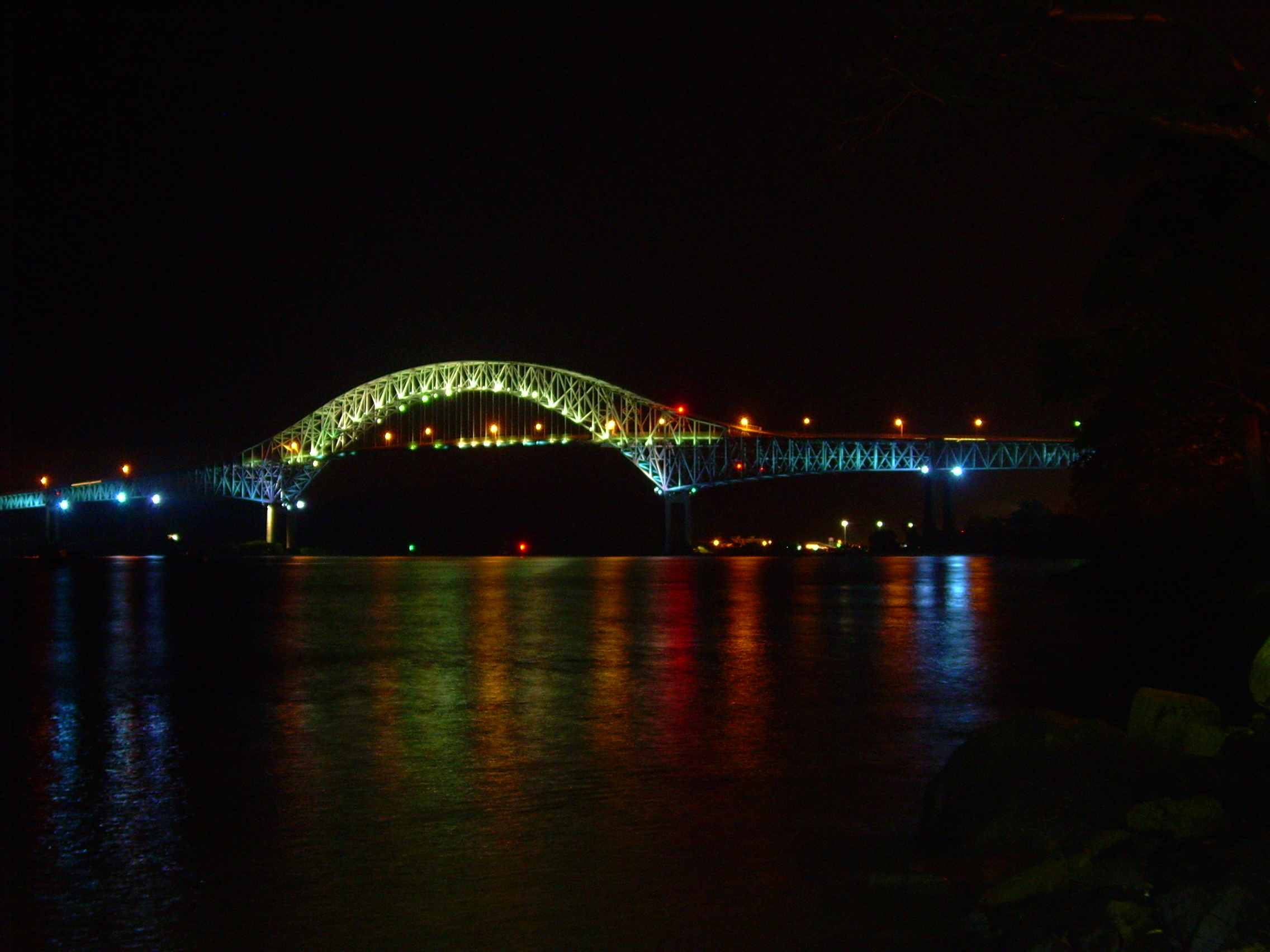
Puente de las Américas
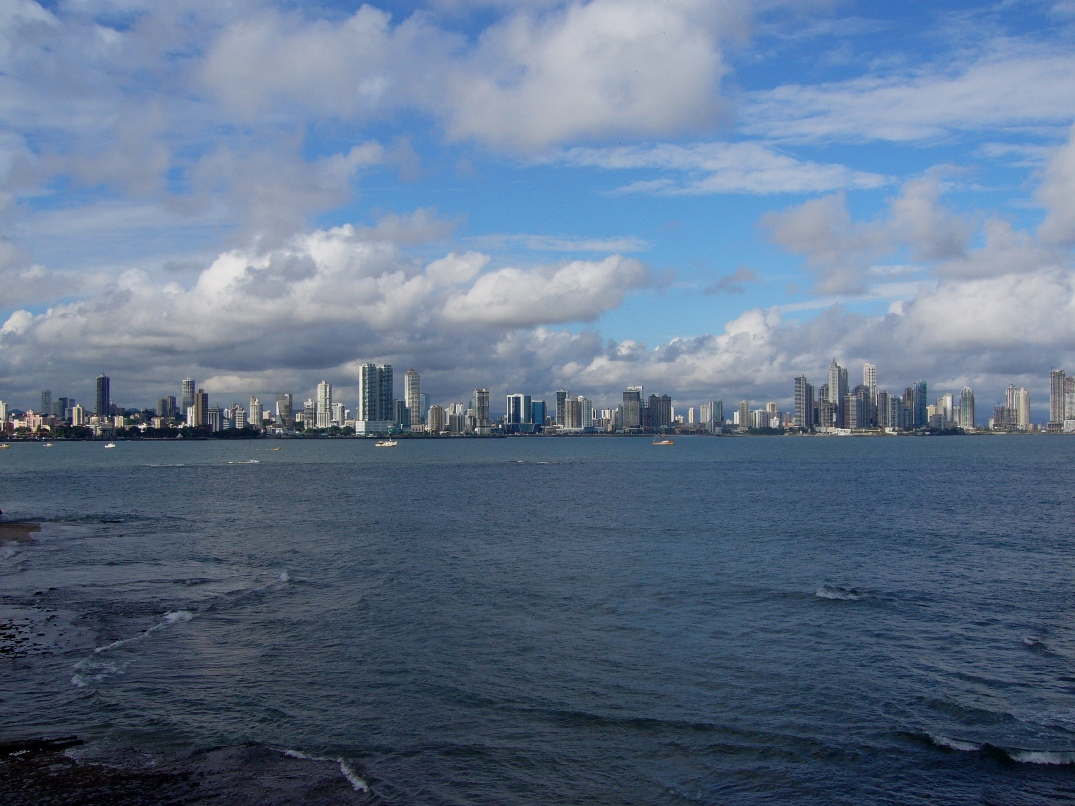
Moderní město
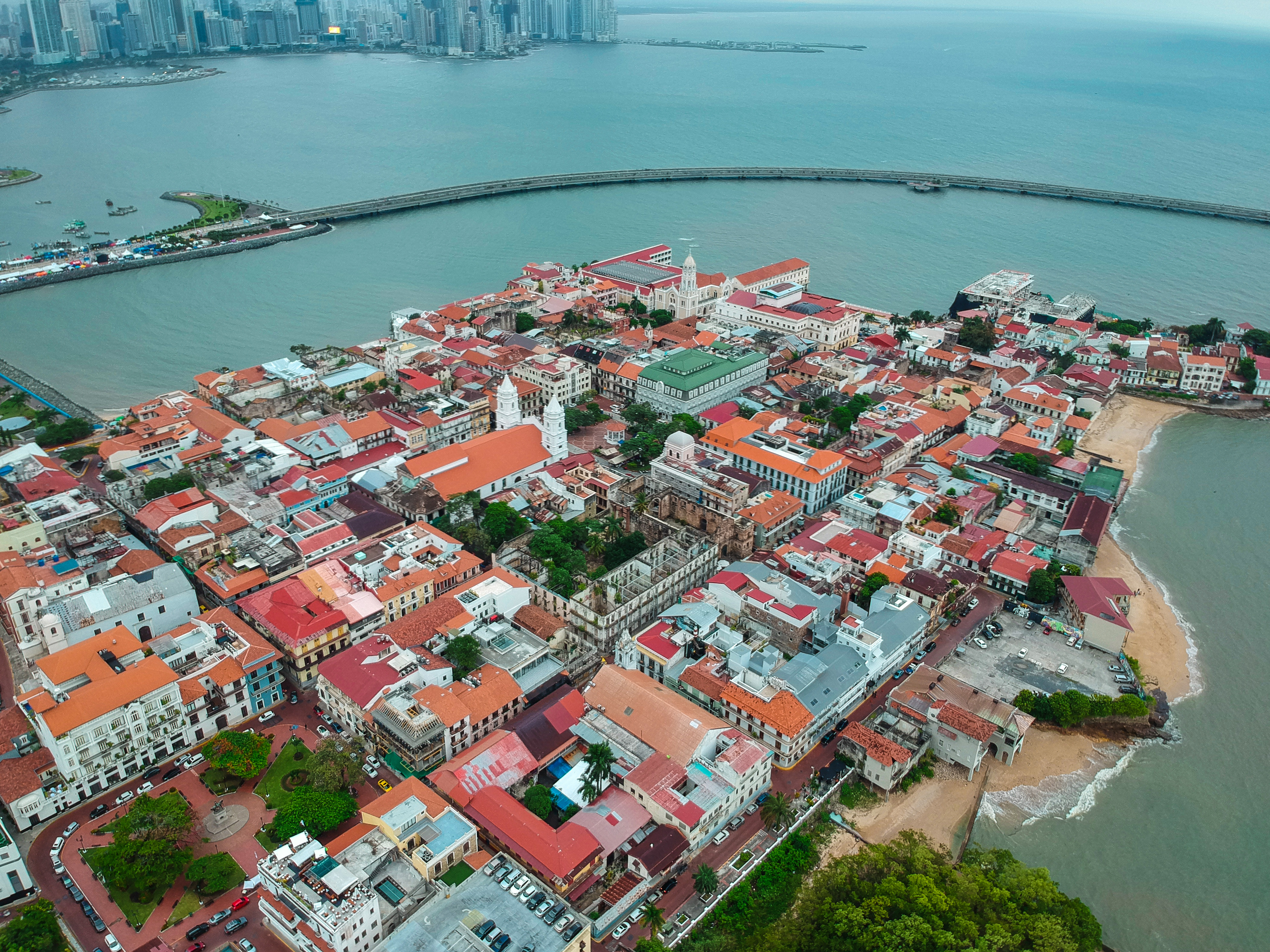
Casco Viejo (UNESCO)
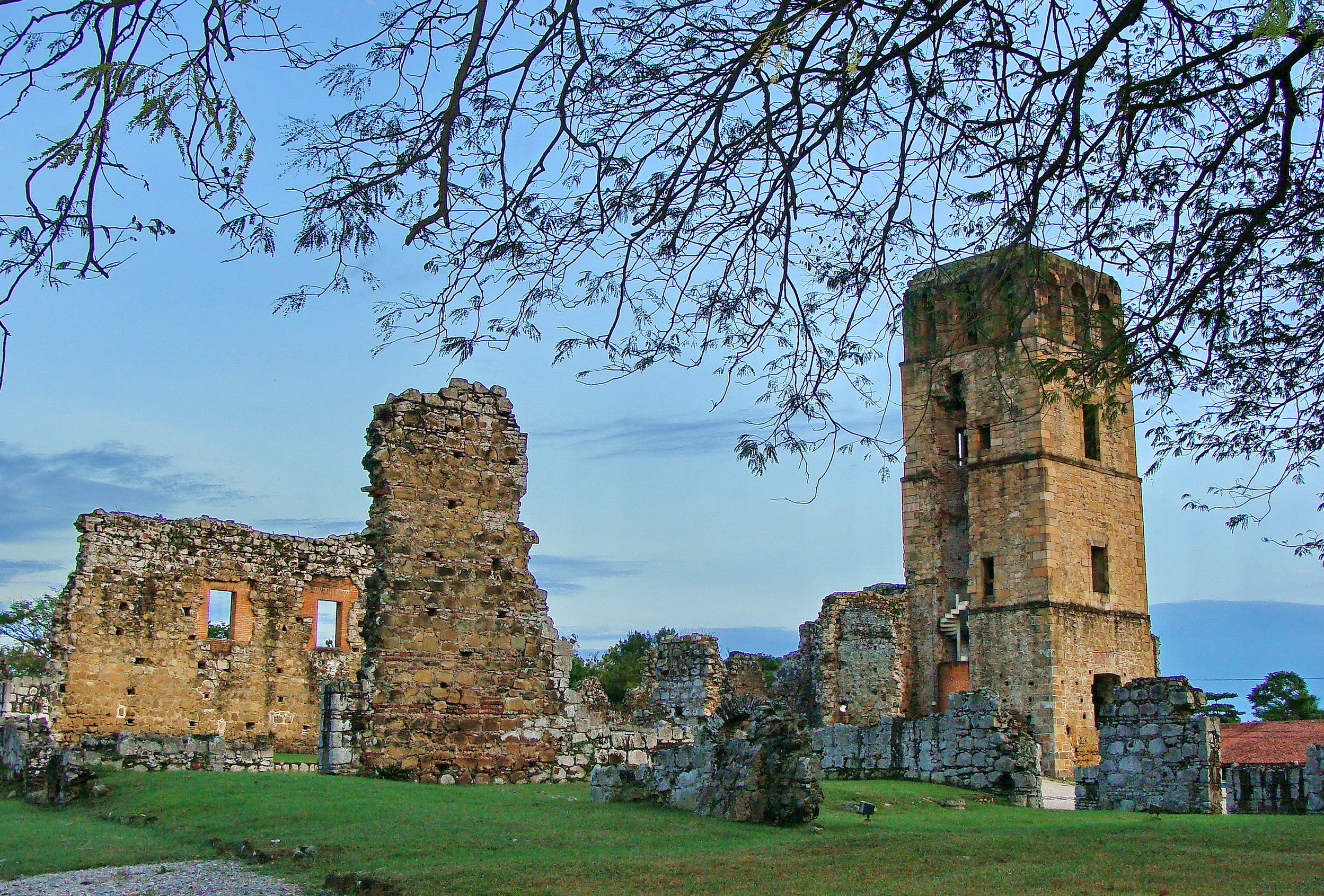
Panamá Viejo (UNESCO)

## Partnerská města
- Madrid, Španělsko